# Eliminatoria Africana Sub-17 1993
La Eliminatoria Africana Sub-17 1993 contó con la participación de 15 selecciones infantiles de África que buscaban una de las 3 plazas que otorgaba el continente para la Copa Mundial de Fútbol Sub-17 de 1993.
Ghana, Nigeria y Túnez fueron quienes representaron a África en el mundial de la categoría.

## Ronda Preliminar
| Equipo 1     | Agr.  | Equipo 2   | Ida   | Vuelta |
| ------------ | ----- | ---------- | ----- | ------ |
| Senegal      | 4 – 2 | Togo       | 2 – 2 | 2 – 0  |
| Mauricio     | w/o   | Kenia      | –     | –      |
| Guinea-Bisáu | w/o   | Mauritania | –     | –      |

## Primera Ronda
| Equipo 1  | Agr.  | Equipo 2        | Ida   | Vuelta |
| --------- | ----- | --------------- | ----- | ------ |
| Ghana     | 4 – 1 | Senegal         | 2 – 0 | 2 – 1  |
| Nigeria   | 3 – 2 | Guinea-Bisáu    | 3 – 0 | 0 – 2  |
| Marruecos | 0 – 1 | Argelia         | 0 – 0 | 0 – 1  |
| Túnez     | 3 – 0 | Mauricio        | 2 – 0 | 1 – 0  |
| Egipto    | w/o   | Uganda          | –     | –      |
| Malí      | w/o   | Costa de Marfil | –     | –      |

## Ronda Final
| Equipo 1 | Agr.      | Equipo 2 | Ida   | Vuelta |
| -------- | --------- | -------- | ----- | ------ |
| Ghana    | 5 – 0     | Egipto   | 2 – 0 | 3 – 0  |
| Nigeria  | 6 – 1     | Argelia  | 2 – 0 | 4 – 1  |
| Túnez    | 1 – 1 (a) | Malí     | 0 – 0 | 1 – 1  |

## Clasificados al Mundial Sub-17
| - Ghana | - Nigeria | - Túnez |